# Ryszard Dawidowicz
Ryszard Dawidowicz (* 11. Juni 1960 in Stare Czarnowo) ist ein ehemaliger polnischer Radrennfahrer und nationaler Meister im Radsport.

## Sportliche Laufbahn
Dawidowicz war Bahnradsportler, seine Stärke lag in den Ausdauerdisziplinen, er bestritt aber auch Straßenrennen. Bei den UCI-Bahn-Weltmeisterschaften 1985 gewann er in der Mannschaftsverfolgung Silber hinter dem Vierer aus Italien zusammen mit Andrzej Sikorski, Leszek Stępniewski und Marian Turowski. Er war bei insgesamt sechs Bahn-Weltmeisterschaften am Start. Neben der Silbermedaille 1985 waren seine besten Platzierungen in Einzelwettbewerben die sechsten Plätze in der Einerverfolgung 1982 und 1983. Er war Teilnehmer der Olympischen Sommerspiele 1988 in Seoul. Dort wurde er Fünfter in der Einerverfolgung und belegte den 7. Rang in der Mannschaftsverfolgung. 
Dawidowicz war polnischer Meister im 1000-Meter-Zeitfahren 1985, 1987 und 1988, in der Einerverfolgung 1982, 1984, 1988, 1990, 1991 und 1995. In der Mannschaftsverfolgung gewann er den Titel von 1983 bis 1990. Dazu kam eine Vielzahl von Silber- und Bronzemedaillen bei den polnischen Bahn Meisterschaften.